# Stan Saanila
Stefan Olof ”Stan” Saanila, född 27 juni 1968 i Helsingfors, är en finsk journalist och komiker.
Han har medverkat i och skrivit manus till ett flertal finska tv-program, både på finska och svenska. Till dessa hör bland annat Uutisvuoto, Morjens, W-stilen och Detta om detta. Han har även varit en förgrundsgestalt inom den finska ståuppkomiken och har gjort ett flertal uppsättningar sedan 1990-talet. Saanila arbetar ofta tillsammans med komikern André Wickström.
2007 hade han en roll i filmen A Man's Job.